# Raʾīs
Ra'īs (arabisch رئیس, DMG raʾīs) bezeichnet in arabischen und islamischen Gesellschaften den Chef oder Anführer einer politischen, religiösen oder tribalen Gruppe. Im Mittelalter nannte man so in den zentralen und östlichen Ländern der islamischen Welt das Oberhaupt eines Dorfes oder einer Stadt. In einigen Territorien diente es auch als Herrschertitel. Auch der Kapitän eines Schiffes wurde als Ra'īs bezeichnet. In verschiedenen modernen Staaten des Mittleren Ostens ist es die Bezeichnung für den Präsidenten.

## Etymologie
Das arabische Wort Raʾīs, von arabisch raʾs („Kopf“) abgeleitet, bezeichnet allgemein eine Führungspersönlichkeit und kann als Präsident (beispielsweise in der Arabischen Republik Ägypten) oder Anführer übersetzt werden. Im Persischen steht es für Chef. Über das Persische gelangte der Begriff ins Urdu, in dem Rais für Personen des alten Geldadels eingesetzt wird. Das Amharische Ras leitet sich von derselben dreikonsonantigen Wurzel <r-'-s> ab und bezieht sich auf den politisch-militärischen Würdenträger einer Region, insbesondere auf den Negus Äthiopiens.

## Vorkommen
Das Wort Raʾīs findet in sämtlichen Staaten, in denen Arabisch gesprochen wird, Verwendung. Es wird aber auch in Südostasien und entlang des Küstenstreifens der Swahili in Ostafrika benutzt. Als Reis (arabisch رئیس, DMG reʾīs) gelangte es über das Persische in den osmanischen Sprachkreis. Im Urdu des indischen Subkontinents tritt es als Raees oder Raeesha auf und bezeichnet Angehörige des Adels. Das Urdu-Wort raisiyyat (arabisch رئیسيت, DMG ra'isiyyat) kann mit Adel schlechthin wiedergegeben werden. In ländlichen Gebieten des Punjab bezeichnet das Wort Raʾīs ein altes Stammesoberhaupt oder eine Person des alteingesessenen Landadels, oft in Begleitung des Eigenschaftswortes azam für groß. In einigen Städten Indiens wie beispielsweise Lucknow wurde der Begriff für Mitglieder der gebildeten Oberschicht verwendet.

## Beispiele aus der Geschichte
Im Osmanischen Reich war Reis die offizielle Bezeichnung zahlreicher Würdenträger, am bekanntesten davon der Reis-Effendi, der damalige Außenminister. Die Machthaber des osmanischen Algeriens wurden als Rais tituliert und waren mit einer großen Machtfülle ausgestattet. Mehrere Piraten der Barbareskenstaaten Nordwestafrikas trugen ebenfalls den Titel Reis. Im Königreich Jerusalem war der Rais Vorsitzender des Gerichtshofes für interne Angelegenheiten. 
Einige bekannte Beispiele sind:
- Abu Uthman Said ibn Hakam al-Quraschi, erster Raʾīs von Menorca (1234 bis 1282)
- Abu Umar ibn Said, zweiter und letzter Raʾīs von Menorca (1283 bis 1287)
- Kemal Reis (1451 bis 1511): osmanischer Korsar und Admiral, im Westen bekannt als Camalicchio
- Piri Reis (1465 bis 1554): osmanischer Admiral und Geograph, Neffe von Kemal Reis, Autor des Kitab-ı Bahriye (Buch der Seefahrt) und der besten damaligen Weltkarte
- Turgut Reis (1514 bis 1565): osmanischer Korsar und Admiral, bekannt als Dragut
- Murat Reis der Ältere (1535 bis 1638): osmanischer Korsar albanischer Herkunft
- Murat Reis der Jüngere, (ca. 1570 bis 1641): holländischer Pirat mit ursprünglichem Namen Jan Janszoon, Admiral und Gouverneur des Barbareskenstaats Republik Salé.

## Moderne

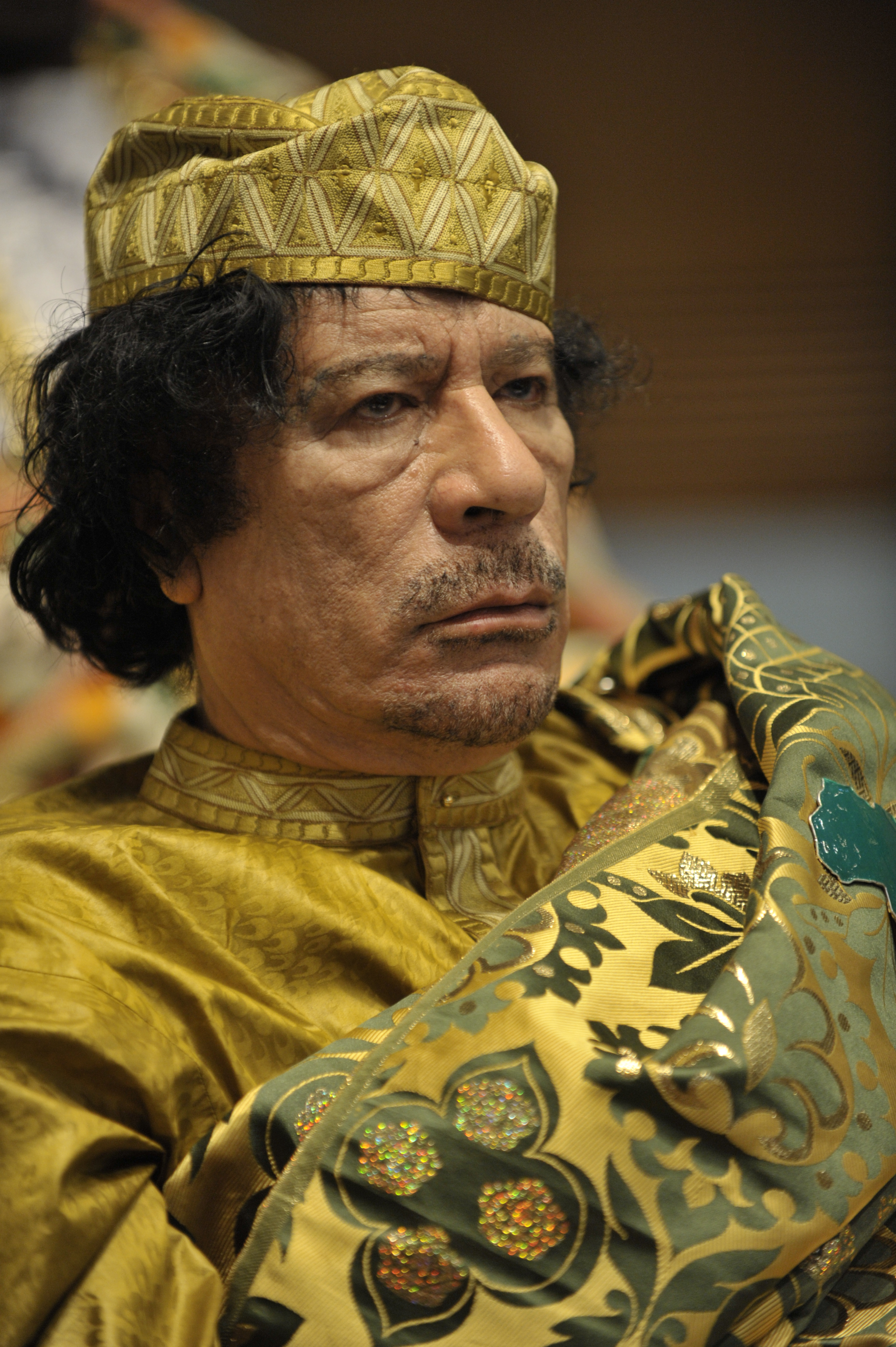
Muammar al-Gaddafi, ehemaliger Raʾīs von Libyen

Staatsoberhäupter in der arabischen Welt werden allgemein als Raʾīs angesprochen:
- Raʾīs al-dschumhūrīya, رئيس الجمهورية, Präsident der Republik
  - Raʾīs al-Dschumhūrīya al-Dschazāʾirīya, Präsident der Republik Algerien
- Nāʾib ar-raʾīs, نائب الرئيس, Vizepräsident

In der Demokratischen Republik Kongo wird beispielsweise ihr Präsident (Joseph Kabila) unförmlich als Rais angeredet.
Im Sprachgebrauch der modernen Medien wird rais meist für Diktatoren des Mittleren Ostens wie z. B. Saddam Hussein, Baschar al-Assad, Hosni Mubarak, Abdelaziz Bouteflika,  Abd al-Fattah as-Sisi oder Muammar al-Gaddafi herangezogen. Auch Chefs krimineller Banden tragen oft diesen Titel. Ras bezeichnet ferner den Verantwortlichen einer Almadraba.
Auch das Oberhaupt der russischen Republik Tatarstan – Rustam Minnichanow – trägt seit 2023 den Titel Raʾīs, nachdem ihm auf Druck der russischen Zentralregierung der Titel Präsident aberkannt wurde.